# 夜行殺陣
《夜行殺陣》（英語：Biker Boyz）是一部2003年美國運動動作片，由雷吉·洛克·貝斯伍德執導並與克雷格·斐迪南（Craig Fernandez）共同編寫劇本，改編自麥可·古基斯於2000年在《洛杉磯新時報》上發表的文章〈飆風少年〉（Biker Boyz）。主演包括勞倫斯·費許朋、德瑞克·路克、奧蘭多·瓊斯、吉蒙·韓蘇、麗莎·博內特、布蘭登·費爾、瑞克·岡薩雷斯、勞倫斯·泰德及摇滚小子。
該片2003年1月31日在美國上映。

## 劇情
在地下摩托車賽車世界中，不敗車手一溜煙是名符其實的「加州之王（King of Cali）」，他隸屬於「黑武士（Black Knights）」社團。在某夜的一場街頭比賽中，一溜煙的技師妙手威爾遭對手飛出去的摩托車擊中而過世。葬禮結束的六個月後，威爾之子小鬼成為了一名熟練的車手，他在唐尼的一場比賽中展現特技而獲得大眾歡迎；小鬼向和一溜煙比賽，但對方認為他該累積足夠經驗。
小鬼去一家小餐館，在那裡他遇到了當時贏過唐尼的特技小子，兩人私下合作贏了錢。車友高手前來要他們建立一個社團。經過一番說服後，他們同意。小鬼參加了由八個最強大的騎車幫派領導人組成的騎車陪審團，由一溜煙擔任主席。小鬼為不尊重一溜煙表示歉意，他們都同意他成立社團「飆風少年（Biker Boyz）」。
一溜煙擊敗他的長期對手狗仔後，小鬼現身要求比賽，但得先勝過祖國。與祖國開始比賽前不久，小鬼遭到來的警方逮捕，使他與母親艾妮塔發生爭吵；艾妮塔表示如果小鬼再比賽就得出家門。在一場「黑武士」舞會上，艾妮塔得知小鬼要和狗仔比賽後，要一溜煙阻止他們，並告訴一溜煙，小鬼是他的親生兒子。小鬼之後也得知一溜煙識自己的生父。小鬼搬出家門與女友蒂娜一起住，並為他的社團拉攏了更多的追隨者，同時也賺了不少錢。直到他們被一個社團持槍威脅，而被一溜煙阻止。小鬼和一溜煙約定，兩人將比一場，輸家將退出賽車界。
在賽道上，所有人都出席，包括黑武士。在比賽中，狗仔和小鬼爭分奪秒，狗仔獲勝，但小鬼被對方的逼車而摔倒，使摩托車損壞。當晚，由於警方將關閉此賽場，使兩人的對決改至一間農場。狗仔為了表示歉意而將自己的車借給小鬼。
隔日，飆風少年和黑武士抵達農場，小鬼和一溜煙將進行一場公正、沒有一氧化二氮系統的比賽。小鬼和一溜煙展開比賽。隨著終點線的到來，一溜煙眼看著將要獲勝，但他被自己的情感干預而放慢了油門，讓兒子贏得比賽，成為新的「加州之王」。小鬼告訴一溜煙，要他先保管好帽子，之後會再來取回它。之後，兩批人馬各自騎車離去，小鬼再次表達了自己的觀點，即男人和男孩之間的差異在於他們的經驗，且他的父親教會了他很多東西。

## 演員
- 勞倫斯·費許朋飾演曼紐爾·「一溜煙」·加洛威（Manuel "Smoke" Galloway）
- 德瑞克·路克飾演賈里爾·「小鬼」·加洛威（Jaleel "Kid" Galloway）
- 奧蘭多·瓊斯飾演靈魂列車（Soul Train）
- 吉蒙·韓蘇飾演祖國（Motherland）
- 麗莎·博內特（英语：Lisa Bonet）飾演昆妮（Queenie）
- 布蘭登·費爾飾演特技小子（Stuntman）
- 泰伦斯·霍华德飾演啾啾（Chu Chu）
- 瑞克·岡薩雷斯飾演高手（Primo）
- 梅根·古德（英语：Meagan Good）飾演蒂娜（Tina）
- 勞倫斯·泰德（英语：Larenz Tate）飾演伍德（Wood）
- 摇滚小子飾演狗仔（Dogg）
- 莎莉·理查德森飾演兩半（Half & Half）
- 丹提·巴斯卡（英语：Dante Basco）飾演菲利（Philly）
- 狄翁·巴斯科（英语：Dion Basco）飾演空轉（Flip）
- 凡妮莎·貝爾·卡洛韋（英语：Vanessa Bell Calloway）飾演艾妮塔·加洛威（Anita Galloway）
- 艾格·拉·薩爾（英语：Eriq La Salle）飾演妙手威爾（Slick Will）
- 泰森·贝克福德飾演唐尼（Donny）
- 泰塔斯·威利弗飾演麥斯（Max）
- 卡迪·哈德森（英语：Kadeem Hardison）飾演堤傑（TJ）

## 外部連結
- 官方网站
- 互联网电影数据库（IMDb）上《夜行殺陣》的资料（英文）